# Ichneumon cothurnatus
Ichneumon cothurnatus är en stekelart som beskrevs av Franz Paula von Schrank 1781. Ichneumon cothurnatus ingår i släktet Ichneumon och familjen brokparasitsteklar. Inga underarter finns listade i Catalogue of Life.